# Investitionsausgaben
Investitionsausgaben (auch CAPEX, für englisch capital expenditure; umgangssprachlich auch "Investitionskosten") werden die bei einer Investition getätigten Ausgaben für längerfristige Anlagegüter genannt, beispielsweise für neue Betriebs- und Geschäftsausstattung, Fahrzeugpark, Immobilien oder Maschinen. Im Gegensatz zu den Investitionsausgaben stehen die Aufwendungen für den operativen Geschäftsbetrieb, die Betriebskosten (auch OPEX genannt, für englisch operational expenditure). CAPEX und OPEX zusammen ergeben die TOTEX (für englisch total expenditure).

## Betriebswirtschaftliche Sicht
Alle Investitionen (Erweiterungs-, Ersatz-, Rationalisierungsinvestitionen oder immaterielle Investitionen) verursachen Investitionsausgaben. Investitionen sind auf einen längeren Zeitraum ausgelegt. Beispielsweise werden bei Gebäuden oder Produktionsanlagen, die über mehrere Jahre genutzt werden, die Abschreibungen nicht sofort bei der Anschaffung vom Gewinn abgezogen, sondern über die Nutzungsdauer verteilt.
Im betriebswirtschaftlichen Sinn handelt es sich nicht um Kosten, da Investitionen in die Anlagenbuchhaltung einfließen und zu Veränderungen der Abschreibungen führen. Vielmehr handelt es sich um liquiditätswirksame Ausgaben, die entweder durch Barzahlung (Aktivtausch) oder Eigen- (aus dem Eigenkapital) oder Fremdfinanzierung (durch Kreditaufnahme) finanziert werden (Bilanzverlängerung).
Auch im steuerrechtlichen Sinn sind Investitionen keine Kosten (also keine Betriebsausgaben), sondern die Umwandlung von Vermögen. Hierbei wird das Umlaufvermögen (Bankguthaben, Kassenbestand) in Anlagevermögen verwandelt. Bei der Nutzung der Investitionen (Wirtschaftsgüter) verlieren diese an Wert. Das heißt, sie nutzen sich ab. Während der Nutzungsdauer wird Wertminderung, die beispielsweise durch die Abnutzung entsteht, der Gewinn- und Verlustrechnung in Form von Abschreibung als Aufwand belastet (abgeschrieben).
Mithin können aber auch die Forschungs- und Entwicklungskosten wirtschaftlich als Investitionsausgaben gesehen werden, auch wenn sie buchhalterisch i. d. R. eine Kostenart darstellen und im Jahr der Ausgabe voll vom Gewinn abgesetzt werden (vgl. Aktivierung von Eigenleistungen).

## Volkswirtschaftliche Sicht
Investitionsausgaben {\displaystyle I} sind in der Volkswirtschaftslehre eine wichtige ökonomische Größe neben dem Konsum {\displaystyle C}, Sparen {\displaystyle S} und Einkommen {\displaystyle Y}. Marktgleichgewicht herrscht, wenn ex post {\displaystyle I=S}, also sämtliche Ersparnisse in Investitionen fließen. Da sowohl Ersparnisse als auch Investitionen aus dem Einkommen stammen, gilt:
{\displaystyle Y=C+I} und
{\displaystyle Y=C+S},
denen die Definitionsgleichung {\displaystyle Y=C+(Y-C)} gemeinsam ist.
Das Destatis unterscheidet bei Investitionsausgaben zwischen Ausrüstungsinvestitionen (Unternehmen kaufen Maschinen oder Kraftfahrzeuge oder stellen sie für den Eigenbedarf her), Bauinvestitionen (alle Arten von Gebäuden) und Vorratsinvestitionen (alle Güter, die auf Lager genommen werden).